# Dorysthenes hugelii
Dorysthenes hugelii là một loài bọ cánh cứng trong họ Cerambycidae.